# Kim Ha-yun
Kim Ha-yun (kor. 김하윤 ;ur. 7 stycznia 2000) – południowokoreańska judoczka. Brązowa medalistka olimpijska z Paryża 2024, w wadze ciężkiej.
Triumfatorka mistrzostw świata w 2025; trzecia w 2024; piąta w 2022 i 2023; uczestniczka zawodów w 2021, a także zdobyła medal w drużynie. Startowała w Pucharze Świata w 2019. Złota medalistka igrzysk azjatyckich w 2022. Brązowa medalistka mistrzostw Azji w 2021 i 2022. Wygrała Uniwersjadę w 2025. Druga na MŚ juniorów w 2019 roku.

## Letnie Igrzyska Olimpijskie 2024
| Konkurencja | Eliminacje            | Eliminacje            | Repasaże             | Finały                | Klas. końcowa |
| Konkurencja | Przeciwnik I          | 1/4                   | Przeciwnik I         | o 3 miejsce           | Miejsce       |
| ----------- | --------------------- | --------------------- | -------------------- | --------------------- | ------------- |
| +78 kg      | Moira Morillo (DOM) Z | Rafaela Silva (BRA) P | Larisa Cerić (BIH) Z | Kayra Özdemir (TUR) Z | 3.            |